# Saint-Patrice-de-Beaurivage
| Municipalité de Saint-Patrice-de-Beaurivage |                        |
|                                             |                        |
| Coordenadas: 46°25' N 71°14'W               |                        |
| Província                                   | Quebec                 |
| Região administrativa                       | Chaudière-Appalaches   |
| Incorporado em                              | 29 de setembro 1984    |
| Prefeito                                    | Lewis Camden           |
| Código postal                               | G0S 1B0                |
|                                             |                        |
| Área                                        |                        |
| - Cidade                                    | 86,2 km², 33,3 mi²     |
| Fuso horário                                | UTC -5                 |
| População (2006)                            |                        |
| - Cidade                                    | 1.118                  |
| - Densidade                                 | 13 hab/km², 34 hab/mi² |

Saint-Patrice-de-Beaurivage é um município canadense da Regionalidade Municipal de Lotbinière, Quebec, localizado na região administrativa de Chaudière-Appalaches. Em sua área de pouco mais de oitenta e seis quilómetros quadrados, habitam cerca de mil e cem pessoas. É o nomeado em homenagem de São Patrício, já que os primeiros colonos eram Irlandeses.